# Scleropages formosus
Scleropages formosus (аравана азійська) — вид тропічних прісноводних риб родини Араванових, що мешкають у Південно-Східній Азії. Одна з найдорожчих акваріумних риб.

## Зовнішній вигляд

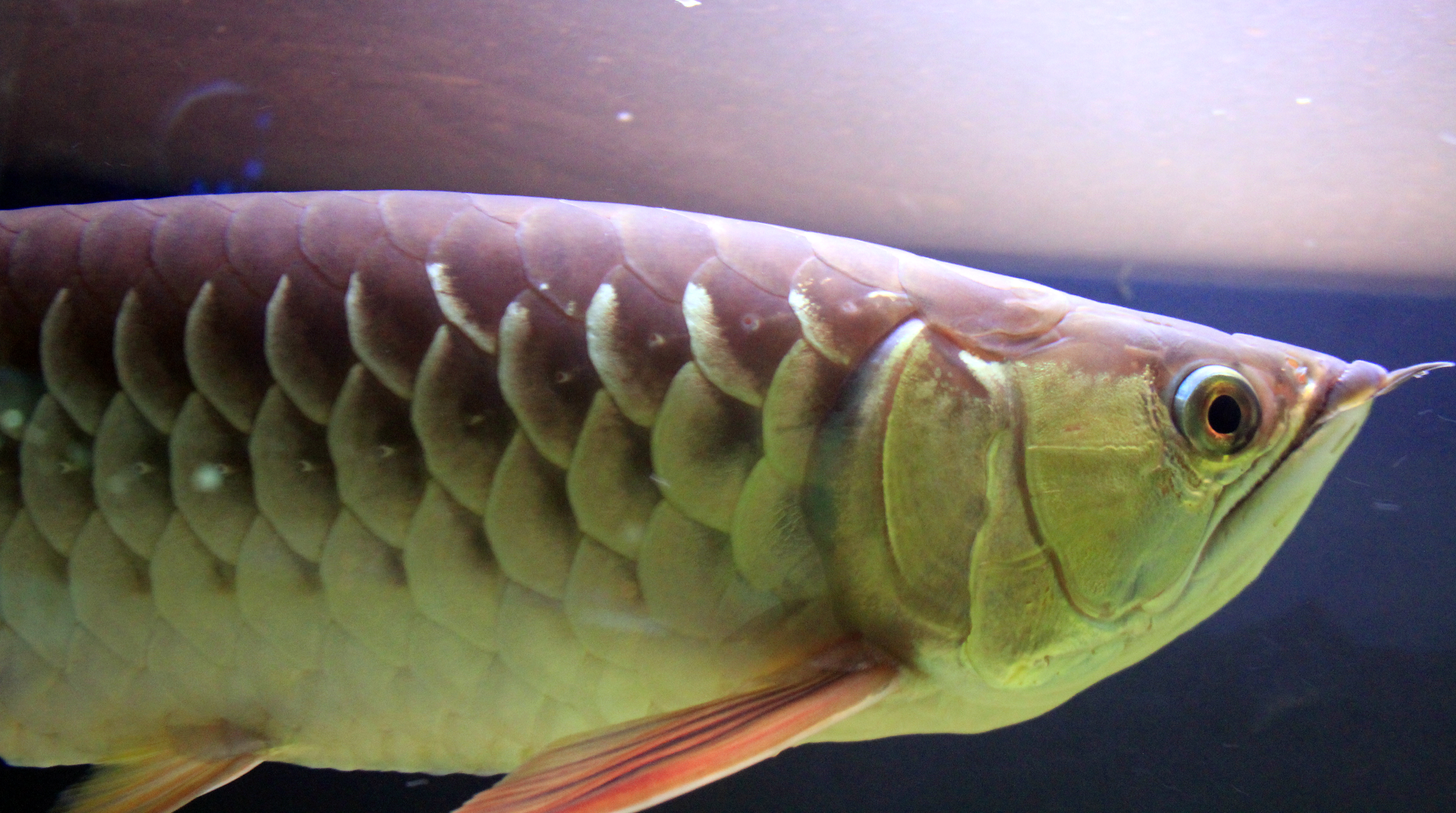
Для азійської аравани характерна велика луска

Азійські аравани сягають завдовжки 90 см. Як і інші представники роду, володіють довгим тілом; великими, видовженими плавцями. Рот має дуже великий кут розкриття. На кінці нижньої щелепи розміщена пара вусиків. Луска риб велика, циклоїдна. Азійські аравани, відрізняються від близьких родичів, австралійських араван (Scleropages jardinii та Scleropages leichardti) тим, що мають невелику кількість (21-26) ліній бічних лусок (тоді як австралійські мають 32-36), видовженими грудними та черевними плавцями та більш видовженою мордою.
У природних умовах відомо декілька кольорових варіацій азійської аравани:
- Найбільш поширена зелена варіація, знайдена в Індонезії (Калімантан і Суматра), В'єтнамі, М'янмі, Таїланді, Камбоджі і Малайзії.
- Срібляста аравана (не плутати з південноамериканським видом Osteoglossum bicirrhosum), у свою чергу має два різновиди — сріблясту сірохвосту або аравану Пінохта сріблясту жовтохвосту. Варіація знайдена на острові Борнео в Індонезії.
- Червонохвоста золота аравана виявлена в північній частині Суматри та Індонезії.
- Золота аравана (англ. crossback) зустрічається в штаті Паханг та області Букіт-Мерах в штаті Перак, півострівна Малайзія[3].

Зелені аравани мають темно-зелене забарвлення спини, сріблясте або золотисто-зелене по боках, сріблясте або білувате забарвлення на нижньому боці, а також темні зеленуваті або синюваті відблиски, які проходять по бічним лускам. У дорослих особин верхівка очей і голови позаду світло-смарагдові У лірохвостої і жовтохвостої араван спина темно-зелена, черево сріблясте або білувате, забарвлення боків з темними кільцевими візерунками на латеральних лусках. У жовтохвостої форми мембрана плаців жовтого кольору з темно-сірими рядами. У лірохвостих особин плавці темно-сірі.
Дорослі червонохвості золоті аравани мають луски, зяброві кришки, мембрану грудних і черевних плаців золотого кольору з діамантовим металевим полиском, при цьому спина темна. Забарвлення анального плавця та нижньої частини хвостового плавця варіюють від світло-коричневоо до темно-червоного.
Дорослі золоті аравани «crossback» відрізняються від червонохвостого золотого різновиду наявністю золотого забарвлення, що наявне по всій спині. Крім того, у даної варіації немає червоного забарвлення плавців, яке є у червонохвостої аравани.
У статевозрілої суперчервоної арвани зяброві кришки, бічні луски і мембрана плаців, їхнє забарвлення варіюють від червонуватих із золотистим поликом до насичено червоних кольорів.

### Штучно виведені форми
На сьогодні серед акваріумістів поширені наступні кольорові форми аравани — червона (англ. Super Red Arowana/Chilli Red Arowana), фіолетова (Violet Fusion Super Red Arowana), блакитна (Electric Blue CrossBack Gold Arowana), золота (Premium High Gold CrossBack Arowana), зелена (Green Arowana), червонохвоста (Red Tail Gold Arowana) чорна (High Back Golden Arowana) та інші. Слід відмітити, що аравани також розділяються за категоріями і класами якості. В Азії регулярно проходять виставки, на яких демонструють успіхи в селекції і розведенні цих риб.

## Походження та систематика
Аравана азійська — дуже стародавній реліктовий вид, який зберігся практично без змін з Юрського періоду, протягом 25-55 млн років.
У 2003 році Л. Пауяуд (англ. Pouyaud) із співавторами запропонував розділити вид Scleropages formosus на 4 різних види. Ця класифікація базується на морфометричному та філогенетичному аналізі (на основі гену цитохрому b). Відповідно до неї виділяють види:
- Scleropages formosus включає «зелену аравану» та «золоту аравану (crossback)»;
- Scleropages macrocephalus описана як «срібна азійська аравана»;
- Scleropages aureus описана як «червонохвоста золота арвана»;
- Scleropages legendrei описана як «суперчервона аравана».

Проте далеко не всі науковці приймають дану класифікацію, вона залишається дискусійною. Більшість вважають вид монотиповим, який містить близькі гаплотипи.

## Поширення, чисельність та охорона
Аравана азійська — тропічна прісноводна риба, мешкає у воді з температурою 24-30 °C. У природних умовах поширена в Індонезії, Малайзії, Таїланді. Через активний попит на цих риб, у природі їх практично не залишилось, статус виду відповідно до МСОП — під загрозою вимирання.
У зв'язку із надмірним виловом і продажем аравани азійської, в 1975 році цей вид був включений до Міжнародної конвенції по торгівлі видами дикої фауни і флори, що знаходяться під загрозою (CITES), Додаток І. Відповідно до цієї конвенції, дозволена торгівля тільки араванами, які були розведені і вирощені у неволі. Для розпізнавання таких особин на кожну рибу видається сертифікат та вживлюють у її тіло електронний чип (електронний паспорт), в якому відображується інформація про аравану та її ідентифікаційний номер, який зчитується спеціальним електронним сканером. Цей номер повинен збігатися з номером у сертифікаті.

## Утримання в акваріумах
Аравана на сьогодні є однією з найдорожчих акваріумних риб — вартість однієї особини у продажу може сягати тисяч доларів. Найбільша вартість проданої статевозрілої особини становила 100.000 доларів США.
До умов утримання і годування аравани азійські досить невибагливі. Для їхнього утримання необхідний акваріум об'ємом не менше 400 л, хоча рекомендується більший. Комфортно ці риби почувають себе в акваріумах об'ємом 1500–2000 л. Акваріум повинен мати міцну кришку із захищеними лампами, оскільки аравани часто вистрибують з води.
Оскільки аравана є хижаком, з іншими рибами утримувати її небажано. Рекомендується разом з араванами утримувати прісноводних амазонських скатів роду Potamotrygon, які ведуть придонний спосіб життя.
Температура води повинна бути 28-30 °С. Заміну води слід здійснювати 1-2 рази на тиждень в кількості 20-25% від загального об'єму. Допускається робити заміну водопровідною водою, але без різких змін температури.
Годувати араван можна крупним мотилем, креветками, комахами (цвіркунами, мармуровими тарганами), живою рибою тощо.
В акваріумі аравана може жити довго, зафіксовані випадки 40-50 років.

## Розмноження
Статевої зрілості азійські досягають у 3-5 років. У цьому віці вони досягають розмірів 60-70 см при правильному утриманні і годуванні. Головні складнощі у розмноженні цих риб: підбір пари, великий об'єм акваріума і збереження ікри. Повідомляється, що в Азії араван успішно розводять у ставках розміром 5×5 м. Як і у інших араван, ікра велика, після відкладання її самкою, самець підбирає її ротом, після чого виношує ікру в ротовій порожнині. У момент відкладання ікри важливо, щоб самець міг її вчасно підібрати, тому у нерестових водоймах розміщують дрібну горизонтальну сітку, або дно повинно бути світлим. У мутній воді розмноження не буде успішним.

## Місце аравани азійської у вченні Феншуй
Відповідно до вчення Феншуй, саме азійська аравана (її ще називають риба-дракон, риба-легенда) є енергетичним центром дому, талісманом удачі, символом сили, успіху, багатства і здоров'я. Дуже важливо аравану азійську не плутати з близькими видами — срібною араваною (Osteoglossum bicirrhosum) з Південної Америки або австралійською араваною (Osteoglossum bicirrhosum). Останні види не мають високої цінності та ніякого відношення до вчення Феншуй не мають.

## Галерея

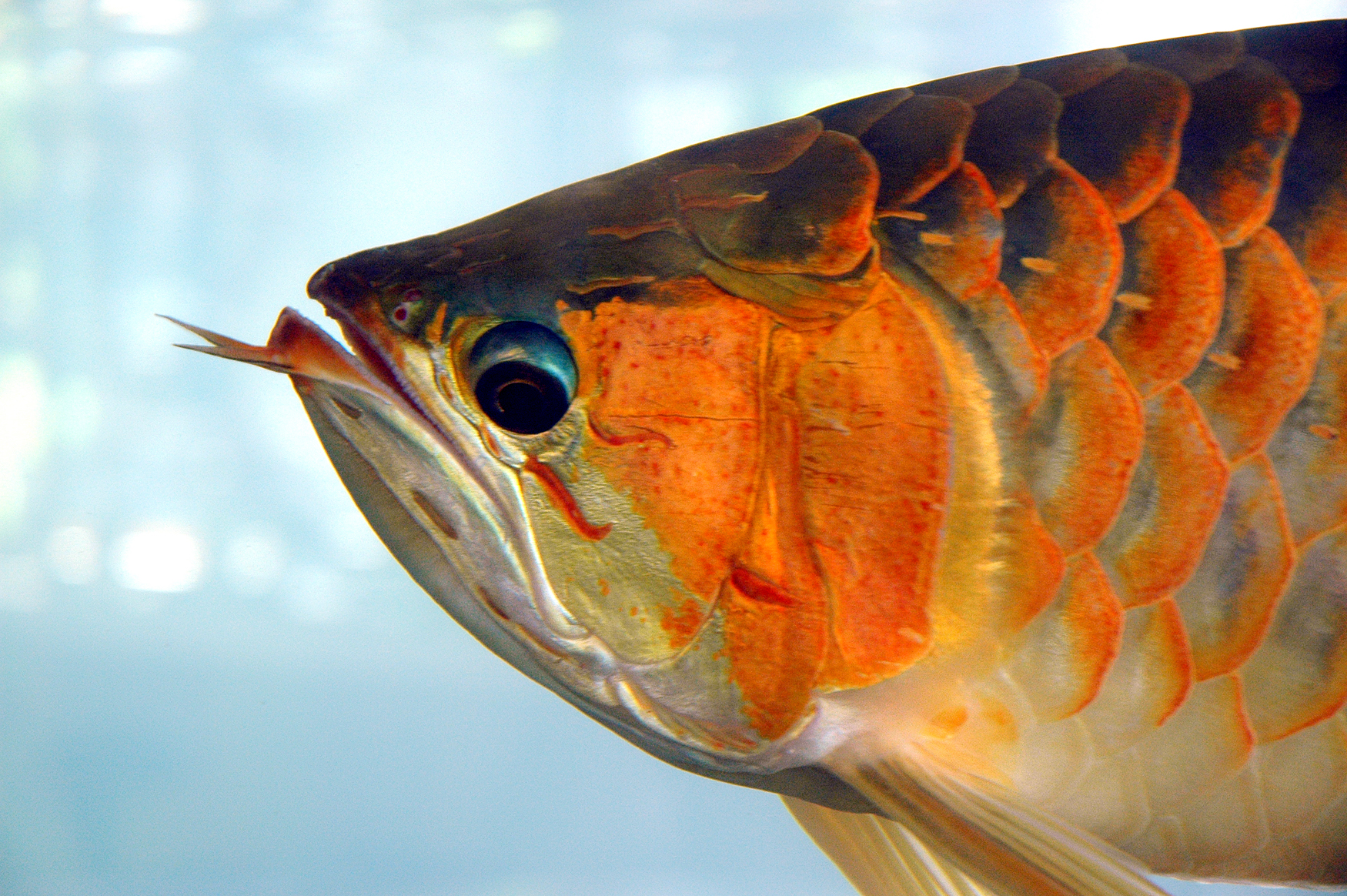
Червона (Super red) аравана
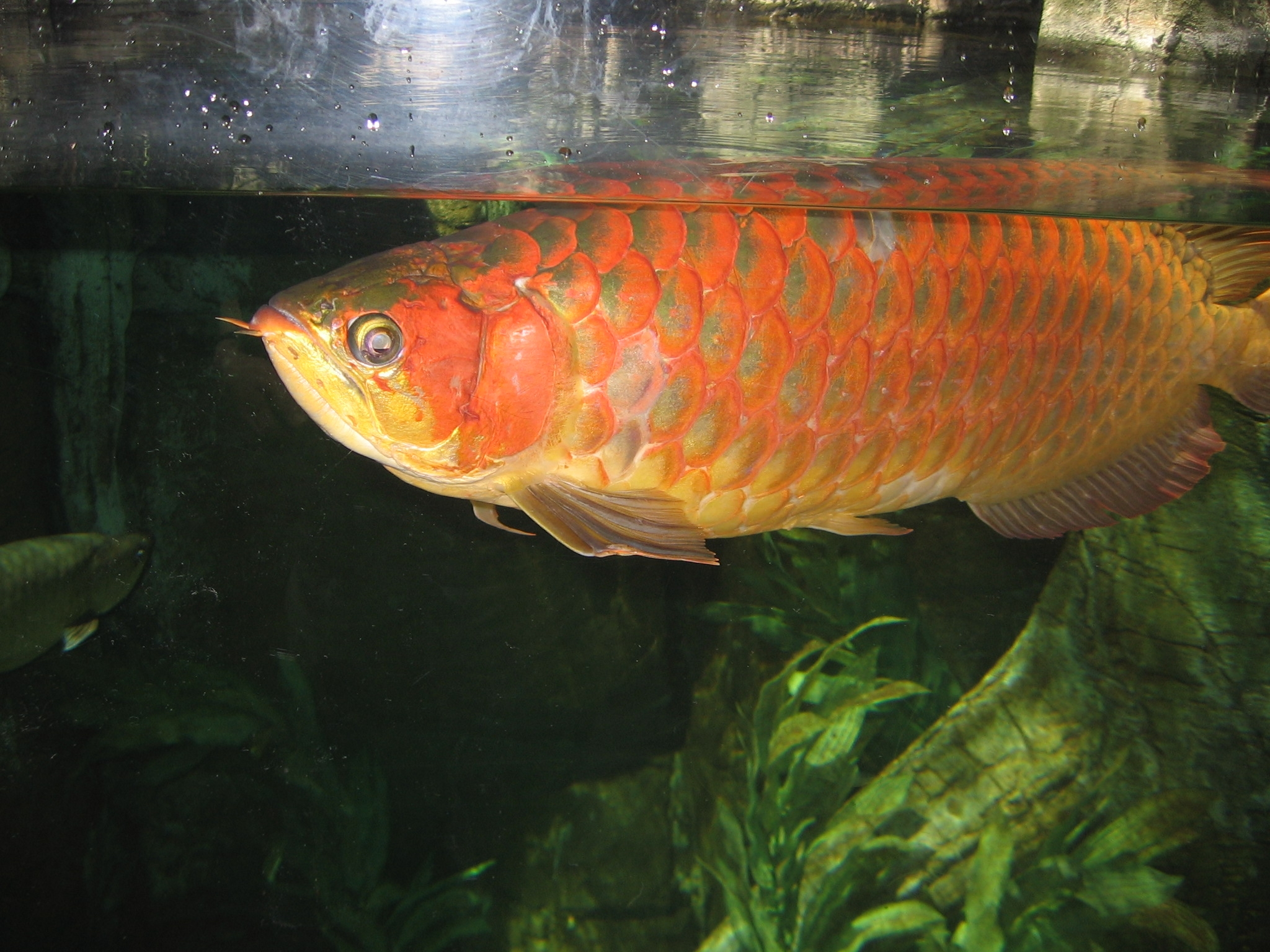
Червона (Super red) аравана
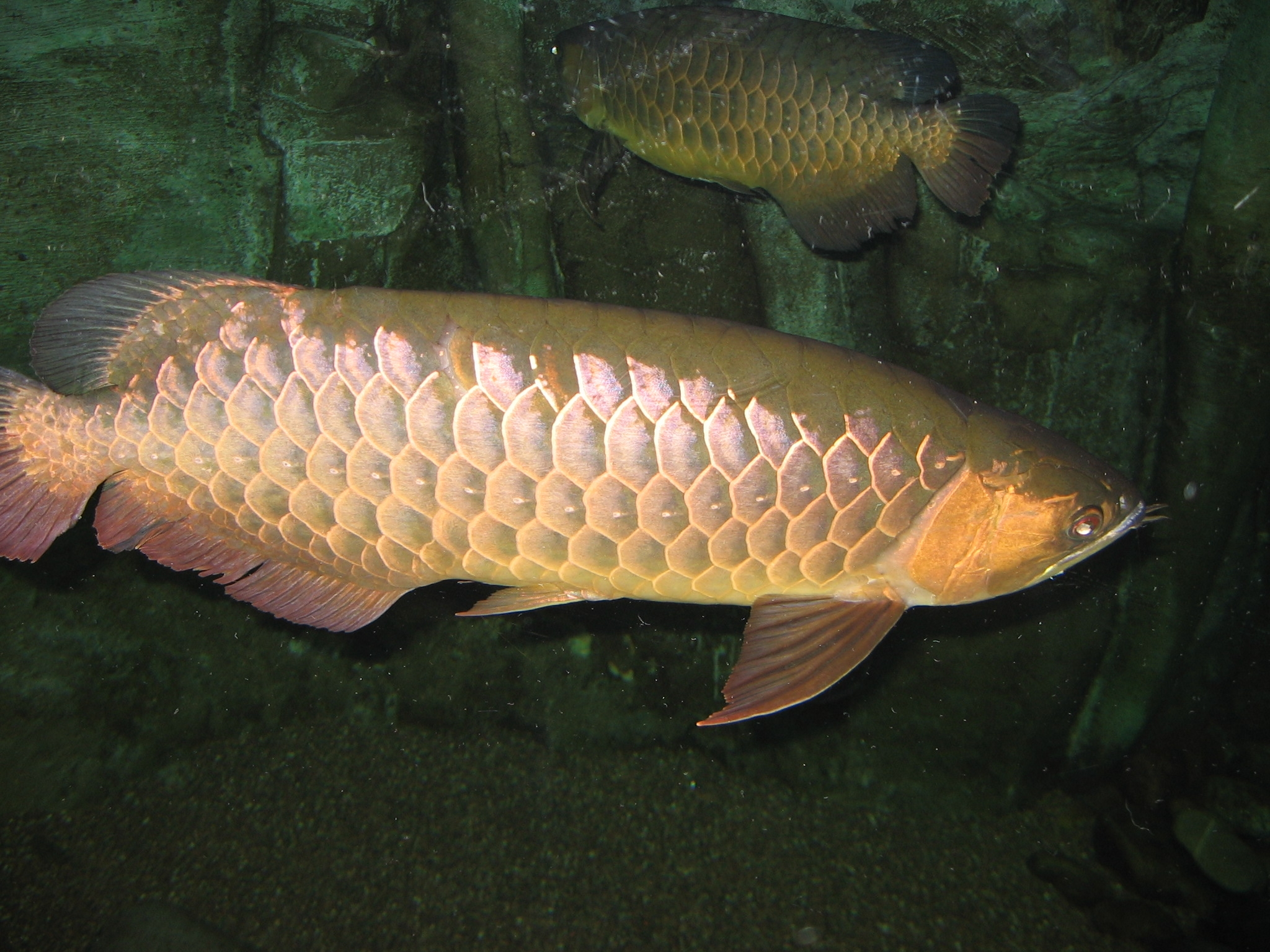
Червонохвоста аравана